# Mauro Rodrigues
Mauro Daniel Rodrigues Teixeira (* 15. April 2001) ist ein guinea-bissauisch-portugiesischer Fußballspieler.

## Karriere
Rodrigues wurde in Portugal geboren und lebte bis zum dritten Lebensjahr zunächst in Coimbra, ehe er mit seiner Mutter in die Schweiz nach Leukerbad im Wallis zog und dort aufwuchs.

### Verein
Rodrigues begann seiner Laufbahn beim lokalen Amateurverein FC Leukerbad, bevor er in der Saison 2014/15 in die Jugend des FC Sion wechselte. Zur Saison 2018/19 wurde er in den Kader der zweiten Mannschaft befördert. Er gab sein Debüt in der Promotion League, der dritthöchsten Schweizer Spielklasse, am 4. August 2018 (1. Spieltag) beim 0:3 gegen den Yverdon-Sport FC, als er in der 78. Minute für Timo Ribeiro eingewechselt wurde. Bis Saisonende kam er zu 19 Einsätzen für die Reserve der Sittener, wobei er ein Tor erzielte. 2019/20 folgten 13 Partien (ein Tor) in der Promotion League. 2020/21 absolvierte er 15 Spiele in der dritthöchsten Schweizer Liga, wobei er drei Tore schoss. Zudem debütierte er am 14. März 2021 (25. Spieltag) beim 1:2 gegen den Servette FC für die erste Mannschaft in der Super League, der höchsten Schweizer Spielklasse, als er in der 83. Minute für Baltazar eingewechselt wurde. Bis zum Ende der Saison spielte er ein weiteres Mal in der Super League und kam beim 3:0 gegen den Zweitligisten FC Aarau in der 2. Runde des Schweizer Cup zum Einsatz. In der anschließenden Saison 2021/22 kam er wieder ausschließlich in der U21-Mannschaft in der dritten Liga zum Einsatz.
Im Sommer 2022 wechselte er zunächst auf Leihbasis zum Zweitligisten Yverdon Sport FC, wobei der Verein im Februar 2023 von einer Kaufoption Gebrauch machte und Rodrigues fest verpflichtete. Mit der Mannschaft stieg er am Saisonende in die Super League auf.

### Nationalmannschaft
Rodrigues gab am 30. März 2021 beim 3:0 gegen die Republik Kongo im Rahmen der Qualifikation zum Afrika-Cup 2022 sein Debüt für die guinea-bissauische A-Nationalmannschaft. Mit der Mannschaft nahm er am Afrika-Cup 2022 und am Afrika-Cup 2024 teil, wobei man jeweils nach der Gruppenphase aus dem Turnier ausschied.